# Стоян Пушкаров
Стоян Петков Пушкаров е български офицер (генерал-майор), началник на артилерията във 2-ра армия през Първата световна война (1915 – 1918).

## Биография
Стоян Пушкаров роден на 1 март 1866 година в Пирдоп. Брат е на учения и революционер Никола Пушкаров. През 1887 г. завършва Военното училище в София, като на 27 април е произведен в чин подпоручик, а на 18 май 1890 в чин поручик. Служи в 1-ви артилерийски полк.

### Балканска война (1912 – 1913)
През Балканската война (1912 – 1913) е командир на 4-ти не с. с. артилерийски полк, с който се сражава на Тракийския военен театър.
На 27 февруари 1918 г. е произведен в чин генерал-майор.
По време на военната си кариера служи и в 7-и артилерийски полк, като началник на артилерията на 2-ра армия и към артилерийската инспекция.
Загива при атентата в църквата „Света Неделя“ на 16 април 1925 година.

## Военни звания
- Подпоручик (27 април 1887)
- Поручик (18 май 1890)
- Капитан (2 август 1894)
- Майор (1903)
- Подполковник (31 декември 1906)
- Полковник (18 май 1913)
- Генерал-майор (27 февруари 1918)